# Мил Лакс (језеро)
Мил Лакс (енгл. Mille Lacs Lake) је језеро у Сједињеним Америчким Државама. Налази се на територији америчке савезне државе Минесота. Површина језера износи 536 km².